# Charbon de la pomme de terre
Thecaphora solani
Pour les articles homonymes, voir Charbon.
Le charbon de la pomme de terre est une maladie fongique de la pomme de terre originaire de la région andine de l'Amérique du Sud et qui n'est pas connue hors de l'Amérique latine, où elle se répand et dont elle affecte l'économie agricole.

## Cause
Cette maladie est due à Thecaphora solani Barrus (synonyme : Angiosorus solani Thirum. & M.J. O'Brien), champignon basidiomycète de la famille des Glomosporiaceae. Ce champignon affecte aussi bien la sous-espèce Andigenum que la sous-espèce Tuberosum, ainsi que diverses espèces de pommes de terre sauvages.
La sensibilité est variable selon les variétés, certaines étant très sensibles et d'autres résistantes. Ainsi au Pérou, des cultures de la variété 'Peruanita' ont enregistré des pertes allant de 50 à 89 % dans les années 1950, tandis que des essais mené par le Centre international de la pomme de terre (CIP) ont démontré la résistance de sept cultivars locaux ('Cuzco', 'Mariva', 'Mi Perú', 'Participación', 'Revolución' et les clones CIP '376181.5' et '6956.52').
Le Datura stramoine est également un hôte du champignon.

## Symptômes
Le charbon de la pomme de terre affecte seulement des parties souterraines de la plante, à l'exclusion du système racinaire. Le feuillage n'est pas affecté, ce qui rend difficile un diagnostic précoce de la maladie.
Sur les parties souterraines des tiges, sur les stolons et les tubercules, les symptômes sont des tumeurs charbonneuses de forme irrégulière, de taille variable. Sur les tiges elles peuvent mesurer de 2 mm à 10 cm de diamètre, et atteindre un poids de 300 grammes.

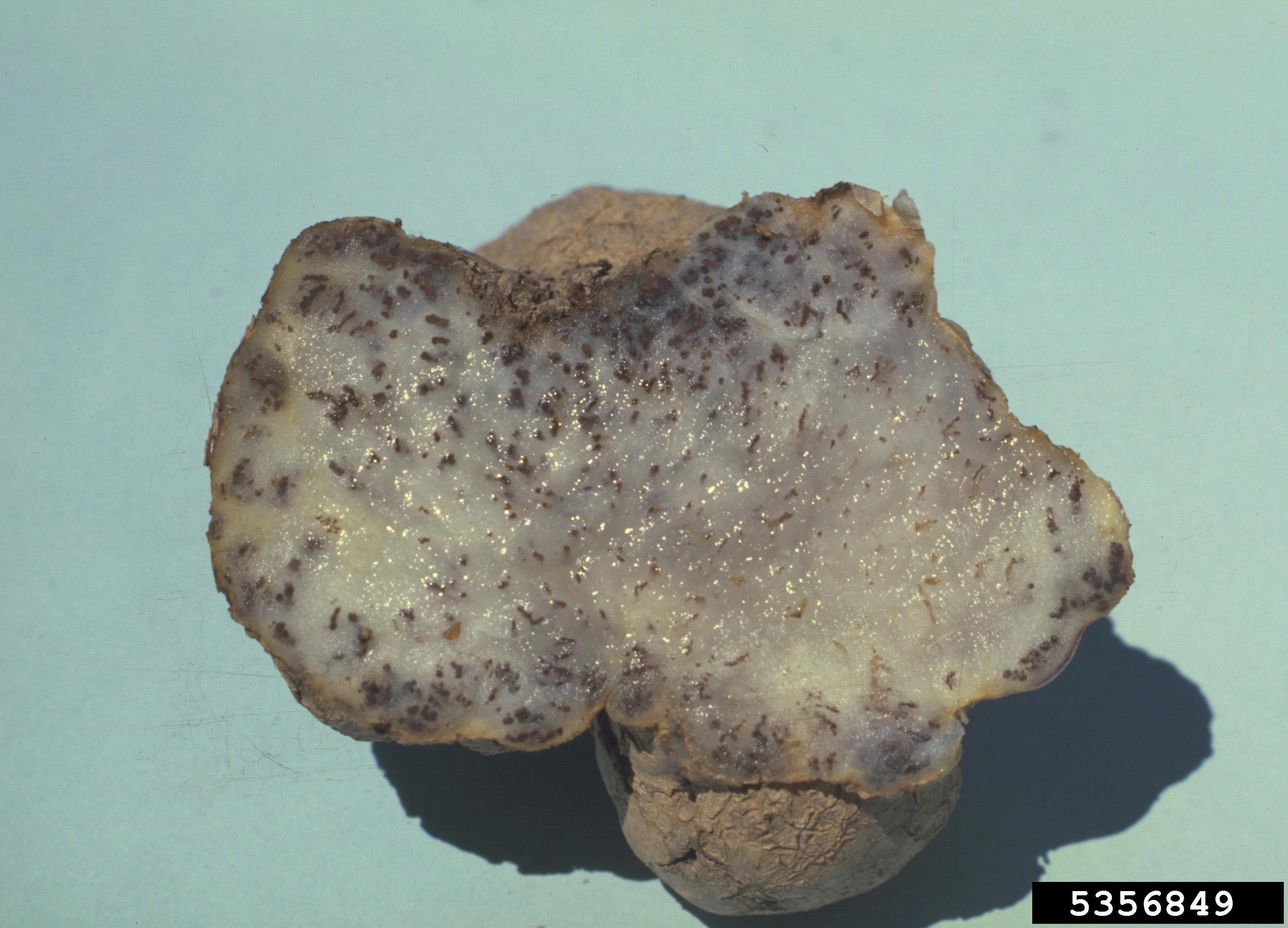
Section d'un tubercule infecté.

Sur les tubercules, la maladie se manifeste par des renflements et des galles, qui tendent à les rendre difformes. Ces tumeurs, généralement moins développées que sur les tiges, occupent une part importante de la superficie des tubercules, et prennent parfois la forme de tubercules secondaires. Les renflements peuvent continuer à croître après la récolte, une fois que la dormance est levée. Vue en coupe, la chair présente des mouchetures sombres constituées par des amas sporifères. Les tubercules infectés sont complètement impropres à la commercialisation. En outre lorsqu'ils sont utilisés comme plants, ils sont le vecteur de la maladie.

## Distribution
Cette maladie fongique, observée pour la première fois en 1939 au Venezuela, est présente seulement en Amérique du Sud (Bolivie, Chili, Colombie, Équateur, Pérou, Venezuela), en Amérique centrale (Panamá) et en Amérique du Nord (Mexique),. Dans les autres régions du monde elle est classée parmi les organismes de quarantaine.

## Méthodes de lutte
La lutte conte cette maladie se base principalement sur la prévention. Celle-ci passe par l'utilisation de plants exempts d'infection, provenant de zones indemnes de la maladie, et par l'adoption de rotations longues (au moins sept ans, sachant que le champignon peut survivre jusqu'à sept ans dans le sol). Il convient également d'éliminer les adventices susceptibles d'être infectées, comme le datura.

#### Autres
- (fr) Thecaphora solani , Organisation européenne et méditerranéenne pour la protection des plantes (OEPP).
- (es) El carbón de la papa, Instituto de Investigaciones Agropecuarias (INIA), Chili.
- (es) Carbón, Centre international de la pomme de terre, Pérou.